# Rocksprings, Texas
Rocksprings là một thị trấn thuộc quận Edwards, tiểu bang Texas, Hoa Kỳ. Năm 2010, dân số của thị trấn này là 1182 người.

## Dân số
- Dân số năm 2000: 1285 người.
- Dân số năm 2010: 1182 người.